# Liste der Kulturdenkmäler in Friedigerode
Die folgende Liste enthält die in der Denkmaltopographie ausgewiesenen Kulturdenkmäler auf dem Gebiet des Ortsteils Friedigerode der  Stadt Oberaula, Schwalm-Eder-Kreis, Hessen.
Hinweis: Die Reihenfolge der Denkmäler in dieser Liste orientiert sich an der Anschrift, alternativ ist sie auch nach der Bezeichnung oder der Bauzeit sortierbar.
Kulturdenkmäler werden fortlaufend im Denkmalverzeichnis des Landes Hessen durch das Landesamt für Denkmalpflege Hessen auf Basis des Hessischen Denkmalschutzgesetzes (HDSchG) geführt. Die Schutzwürdigkeit eines Kulturdenkmals hängt nicht von der Eintragung in das Denkmalverzeichnis des Landes Hessen oder der Veröffentlichung in der Denkmaltopographie ab.

| Bild            | Bezeichnung               | Lage                                             | Beschreibung | Bauzeit                            | Daten |
| --------------- | ------------------------- | ------------------------------------------------ | ------------ | ---------------------------------- | ----- |
| Bild gesucht BW | Kahlsmühle                | Knüllstraße 19 LageFlur: 10, Flurstück: 146, 148 |              | 1747                               |       |
| Bild gesucht BW | Erntennenhaus Knüllstraße | Knüllstraße (64) LageFlur: 8, Flurstück: 29/3    |              | Mitte des 18. Jahrhunderts         |       |
| Bild gesucht BW | Ernhaus Knüllstraße (62)  | Knüllstraße (62) LageFlur: 8, Flurstück: 25/2    |              | Frühes 18. Jahrhundert             |       |
| Bild gesucht BW | Ernhaus Sandweg 4         | Sandweg 4 LageFlur: 8, Flurstück: 56/1           |              | 1745                               |       |
| Bild gesucht BW | Evangelische Filialkirche | Sandweg LageFlur: 8, Flurstück: 59/1             |              | Spätmittelalterlich, 1714 umgebaut |       |
| Bild gesucht BW | Ehemalige Schule          | Sandweg 8 LageFlur: 8, Flurstück: 61/1           |              | um 1800                            |       |